# Андрейс Штолцерс
Андрейс Штолцерс (латис. Andrejs Štolcers, нар. 8 липня 1974, Рига) — колишній латвійський футболіст, півзахисник.

## Клубна кар'єра
У дорослому футболі дебютував 1992 року виступами за  «Даугаву» (Рига), взявши участь у 14 матчах чемпіонату, після чого недовго виступав за «Олімпію». 
З 1996 по 1997 рік грав у складі «Сконто».
Своєю грою на Кубку Співдружності привернув увагу представників тренерського штабу «Шахтаря» (Донецьк), до складу якого приєднався на початку 1998 року. Відіграв за донецьку команду наступні три з половиною сезони своєї ігрової кар'єри.
Протягом другої половини сезону 2000 року захищав кольори московського «Спартака», разом з яким став чемпіоном Росії.
В грудні 2000 року уклав контракт з «Фулгемом», у складі якого провів наступні чотири роки своєї кар'єри гравця, допомігши команді вийти до Прем'єр-ліги. 
У сезоні 2004/05 грав за «Йовіл Таун» у Другій Футбольній лізі Англії (четвертому по силі дивізіон). В тому сезоні клуб переміг в турнірі, а Андрій регулярно виходив на поле. Провівши деякий час в Азербайджані і на батьківщині, Штолцерс повернувся в Англію на початку грудня 2009 року, перейшовши в клуб «Бат Сіті», який виступав в Південній конференції (шостий за силою дивізіон). На початку лютого 2010 року Штолцерс перейшов в клуб «Гейс енд Їдінг Юнайтед», який виступав у Національній конференції (п'ятий за силою дивізіон Англії), проте вже на початку травня того ж року покинув клуб і завершив кар'єру.

## Виступи за збірну
1994 року дебютував в офіційних матчах у складі національної збірної Латвії. 
У складі збірної був учасником чемпіонату Європи 2004 року у Португалії, на якому зіграв у одному матчі.
Протягом кар'єри у національній команді, яка тривала 12 років, провів у формі головної команди країни 81 матч, забивши 7 голів.

## Титули і досягнення
- Чемпіон Латвії (2):

«Сконто»:  1996, 1997
- Володар Кубка Латвії (2):

«Олімпс»:  1994
- Чемпіон Росії (1):

«Спартак» (Москва):  2000
- Чемпіон Азербайджану (1):

«Баку»:  2006
- Переможець Кубка Інтертото (1):

«Фулхем»:  2002